# Ceilán en los Juegos Olímpicos de México 1968
Ceilán (actualmente Sri Lanka) estuvo representado en los Juegos Olímpicos de México 1968 por tres deportistas masculinos que compitieron en tres deportes.
El equipo olímpico no obtuvo ninguna medalla en estos Juegos.